# امجد الحارثی
امجد الحارثی (انگلیسی: Amjad Al-Harthi؛ زادهٔ ۱ ژانویهٔ ۱۹۹۴) بازیکن فوتبال اهل عمان است.
از باشگاه‌هایی که در آن بازی کرده‌است می‌توان به اشاره کرد.
وی همچنین در تیم ملی فوتبال عمان بازی کرده‌است.